# Santo Ildefonso
Santo Ildefonso ist eine ehemalige Stadtgemeinde (Freguesia) der nordportugiesischen Stadt Porto.
Die Gemeinde hatte 8995 Einwohner (Stand 30. Juni 2011).
Mit der Gebietsreform in Portugal am 29. September 2013 wurden die Gemeinden Santo Ildefonso, Sé, Miragaia, São Nicolau, Vitória und Cedofeita zur neuen Gemeinde União das Freguesias de Cedofeita, Santo Ildefonso, Sé, Miragaia, São Nicolau e Vitória zusammengeschlossen.

## Persönlichkeiten
- Eduardo Filipe Coelho (* 1974), Handballspieler